# Columbia Comics
Columbia Comics Corporation était un éditeur de bande dessinée actif dans les années 1940. Il a été créé en 1940 à la suite d'un partenariat entre Vin Sullivan et le McNaught Newspaper Syndicate pour publier des bandes dessinées mettant en vedette les réimpressions des comics strips de McNaught, comme Joe Palooka et Charlie Chan ainsi que des personnages originaux. 
Son premier titre à être publié, fut l'anthologie Big Shot Comics, le premier qui a introduit Skyman et The Face. Big Shot Comics dura 104 numéros jusqu'en 1949, lorsque Columbia fit faillite. D'autres titres furent publiés par Columbia, incluant la série spin-off de Big Shot Comics mettant en vedette Skyman (quatre numéros) et The Face.
Les créateurs de comics qui travaillèrent pour Columbia inclus Fred Guardineer sur Marvelo, the Monarch of Magicians ; et Ogden Whitney et Gardner Fox sur Skyman.

## Titres
- Big Shot Comics (104 numéros, 1940-1949)
- The Face (2 numéros, 1941-1942)
- Skyman (4 numéros, 1941, 1942, 1947 et 1948)
- Sparky Watts (10 numéros, 1942-1949)
- Tony Trent (2 numéros, 1948)